# František Mertl
František Mertl (* 16. března 1930 Třebíč), od 60. let užívající ve Francii umělecké jméno Franta, je český malíř a sochař, který roku 1958 emigroval za svou partnerkou do Francie a žije ve Vence, v oblasti Nice.

## Životopis

### Mládí v Československu
František Mertl pochází z Třebíče, ale během války žil s matkou a bratrem v Brtnici na Vysočině. Jeho otec Miloš Mertl obchodoval s českým křišťálem. Byl vzdělaný a hovořil několika jazyky. V mládí jako sedmnáctiletý narukoval do první světové války a později bojoval v československých legiích. V době vypuknutí druhé světové války pobýval služebně v Turecku a z Istanbulu odcestoval rovnou do jižní Francie, kde se formovala česká jednotka. Bojoval na severní frontě a po francouzské kapitulaci se přepravil do Anglie. Jako tankista pak bojoval u Dunkerque a prošel celou Evropou. Matku během války často vyslýchalo gestapo a hrozilo jí deportací do Terezína. Po návratu otce se rodina přestěhovala do Olomouce.
František Mertl navštěvoval za války školu v Brtnici, kde si jeho kreslířského talentu povšiml učitel kreslení Alois Toufar a ovlivnil jeho budoucí směřování. Na přání otce však František se svým bratrem začal studia na Slovanském gymnáziu v Olomouci a teprve po dvou letech mohl odejít na střední uměleckou školu do Brna. Ještě před složením přijímacích zkoušek na Vyšší školu uměleckého průmyslu v Brně (1949) chodil na večerní kreslení podle modelu na Pedagogickou fakultu. Po maturitě roku 1953 se František Mertl rozhodoval mezi studiem architektury a malby. Roku 1953 byl přijat na Akademii výtvarných umění v Praze do ateliéru prof. Miloslava Holého. Během studia k Mertlovým přátelům patřili Jan Koblasa, Bedřich Dlouhý, Karel Nepraš, Theodor Pištěk, Milan Ressel nebo Rudolf Komorous – okruh budoucí skupiny Šmidrů. Spolu s nimi se zúčastnil recesistické výstavy Malmuzherciáda v prosinci 1954.
Roku 1956 přišla do školy prostřednictvím Ministerstva školství nabídka na studijní pobyt na Academia delle Belle Arte v Perugii. Díky finanční záruce někdejšího obchodního partnera Mertlova otce, který žil v Itálii, se Františku Mertlovi jako jedinému ze studentů podařilo vyřídit vízum a soukromě vycestovat, aniž by si toho včas povšimlo Ministerstvo vnitra. V Itálii měl možnost studovat díla italských mistrů a také současné umění nebo poznat italský filmový neorealismus. Seznámil se zde s francouzskou studentkou italštiny a dějin umění Jacqueline Sussan. Do Prahy se vrátil jen z pocitu odpovědnosti vůči matce a prof. Holému, kteří se za něj zaručili a hrozil by jim postih ze strany StB. Po návratu zjistil, že StB ho sledovala i v Itálii, a po letech se dozvěděl, že na něj nasadila agenta, který vystupoval jako Ital, ale pocházel z Ruska. Následoval zákaz jakýchkoli dalších cest do zahraničí.
Jacqueline pocházela ze starobylé židovské rodiny žijící od 15. století v Alžíru (Černé nohy). Františka Mertla dvakrát navštívila v Praze, byla několikrát zatčena a po celou dobu jejího pobytu dvojici sledovala StB. Při jejím druhém návratu ji na letišti v Ruzyni StB unesla, svlékla a vyslýchala, a teprve když začala volat o pomoc, zachránili ji piloti Air France. StB vadil její židovský původ a považovala ji za špionku. Před odletem jí bylo sděleno, že další vízum do Československa již nedostane.

### Život ve Francii

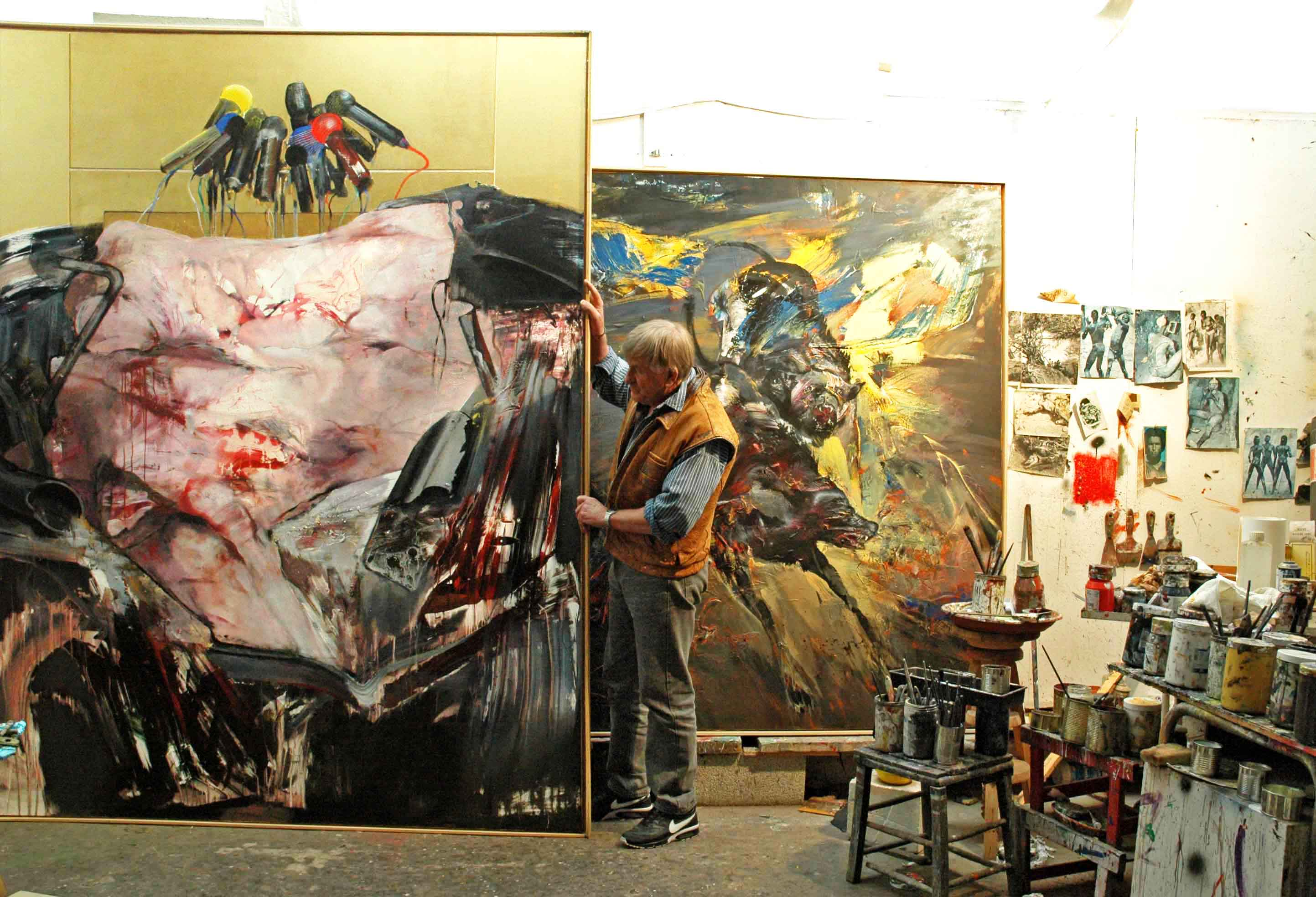
Franta, atelier ve Vence (2006)

František Mertl měl po návratu z Itálie zákaz cestovat, ale v roce 1958 se mu podařilo připojit k zájezdu studentů Akademie do NDR. Při zastávce v Berlíně se vmísil do skupiny dělníků u Braniborské brány a přešel s nimi do britského sektoru v Západním Berlíně. Strávil dva měsíce v utečeneckých táborech, ale nakonec utekl, přešel pěšky hranice do Francie a vlakem docestoval do Nice, kde žila Jacqueline. Když se přihlásil na úřadě, narazil náhodou na Francouze, který bojoval s jeho otcem u Dunkerque. Spolu se zárukou rodičů Jacqueline to pomohlo ke získání nových dokladů. V Československu se státní orgány pomstily rodině – otec ztratil zaměstnání a StB se ho nevybíravým nátlakem pokoušela přinutit ke spolupráci; bratrovi přerušili studia na vysoké škole. František Mertl se roku 1959 ve Francii oženil a se svou ženou Jacqueline má syna Pierra (* 1960) a dceru Catherine (* 1961). Rodina Jacqueline sdílela podobně dramatický osud jako František Mertl – po ukončení Alžírské války za nezávislost byli roku 1962 spolu s ostatními Francouzi Jacquelinini rodiče a bratr vyhnáni z domova. Proto celá rodina vybudovala nový dům ve Vence, jehož součástí se stal i malířský ateliér.
František Mertl dostal francouzské občanství, zatímco české mu bylo odňato. Když otec zemřel a matka onemocněla, hledal cesty, jak ji navštívit. Československé úřady mu až po 17 letech od emigrace a poté, co zaplatil vysokou částku za svá studia, uznaly jeho francouzské občanství a roku 1974 mu udělily vízum. Po celou dobu pobytu jeho rodinu sledovala a šikanovala StB a poté vyslýchala i jeho přátele, se kterými se sešel.
František Mertl poprvé samostatně vystavoval roku 1960 v Paříži a v následujícím roce v Nice, Londýně a Versailles. Od svých prvních výstav ve Francii podepisuje obrazy pouze křestním jménem Franta. Reprezentoval Francii na Biennale de Paris (1963, 1965). V 60. letech ho navštívil ředitel Národní galerie Jiří Kotalík a zakoupil do sbírek obraz, kresby a sochu. Koncem 60. let dostal nabídku ředitele Pierre Gaudiberta na samostatnou výstavu v Musée d'art moderne de la Ville de Paris, ale ředitel byl roku 1972 krátce před plánovanou výstavou odvolán a výstava zrušena. Uskutečnila se o dva roky později v Musée Galliera.
Roku 1977 byl pozván k účasti na výstavě Mythologies Quotidiennes (každodenní mytologie), kterou pořádal Gérald Gassiot-Talabot a J. L. Pradel v Národním muzeu moderního umění v Paříži. V 80. letech Franta učil malbu na Akademii v Grenoble a po několik let vedl letní kursy malování ve Vence. V Saint-Paul-de-Vence postavila ateliéry Fondation Maeght a Franta se zde setkával s mnoha umělci (Antoni Tàpies, Joan Miró, Eduardo Chillida, Paul Rebeyrolle, ad. Jeho sousedem byli Marc Chagall, Arman nebo Graham Greene), se kterým se spřátelil. Graham Greene ho seznámil s tvorbou Francise Bacona. Již od doby studia v Praze se znal s Jiřím Kolářem a udržoval s ním kontakt po celou dobu, kdy Jiří Kolář žil ve Francii. Ve Vence ho také pravidelně navštěvoval spolužák ze studií Jan Koblasa žijící v Německu a spolužák z brněnské "šuřky" a AVU grafik Antonín Odehnal. 
Roku 1983 měl retrospektivní výstavu v Centre national d’art contemporain v Nice. V 80. letech se svou ženou často navštěvoval země severní Afriky a Saharu, později podnikl asi šestnáct cest do oblasti střední Afriky, kde nacházel novou inspiraci ke své práci. S terénním vozem a stanem procestoval Mali, Keňu, Niger, Burkinu Faso, Senegal, Gambii a Čad. Po návštěvě otrokářského ostrova Gorée se rozhodl k cestě za Afroameričany do USA. Od první návštěvy New Yorku se tam často vracel a podrobně zmapoval černošské čtvrti Bronx, Haarlem a Brooklyn, odkud si odvezl množství kreseb. Od roku 1985 měl Franta v New Yorku šest autorských výstav, z nichž nejvýznamnější byly dvě paralelní výstavy roku 1989 v Bronx Museum of the Arts a Terry Dintenfass Gallery na 57. ulici na Manhattanu. V té době si v New Yorku vždy pronajímal ateliér a stýkal se s tamní uměleckou komunitou, k níž patřili Robert Rauschenberg, Louise Bourgeois, Roy Lichtenstein ad. Jeho tvorbu se zájmem sledoval ředitel Guggenheimova muzea Thomas Messer, Charlotta Kotik, ředitel MoMa Richard Oldenburg nebo kritikové Dore Ashton a Robert Pincus-Witten.
František Mertl od mládí jezdil závodně na kole a usiloval o nominaci na Závod míru. V šestnácti letech však při závodech utrpěl úraz a ke kolu se vrátil až ve Francii. Zde navázal přátelství s francouzským šampionem Jeanem Fréchautem a spolu s ním založil ve Vence cyklistický klub. Oba společně trénovali a Frantův syn za klub závodil.
Roku 2014 věnoval Franta 40 svých obrazů a kreseb rodnému městu Třebíč, které zřídilo v někdejším Národním domě jeho stálou expozici – Galerii Franta. Od roku 2016 je součástí expozice i jeho nejvýznamnější sochařské dílo Osmý den (1993), které město zakoupilo.

### Ocenění
- 2014 čestné občanství města Třebíče, otevření stálé expozice Franta – František Mertl
- 2016 promoce na Université Nice Sophia Antipolis
- 2017 ocenění Artis Bohemiae Amicis, předal ministr kultury Daniel Herman.[9]
- 2019 Kamenná medaile Kraje Vysočina[10]
- 2023 Medaile Za zásluhy  1. stupně, udělil prezident Petr Pavel

## Dílo
Franta patří k čelným představitelům evropské poválečné vlny Nové figurace, která reagovala na hlubokou krizi lidských hodnot a pocity odcizení. Představuje radikální odpoutání od realistického zobrazení a interpretuje vnitřní reflexi umělce v konfrontaci se sociálními a existenciálními katastrofami moderní doby. Stal se jedním z mála českých umělců, kteří obstáli na světové výtvarné scéně a významem ho lze ve Francii zařadit po bok jmen, jako jsou Alfons Mucha, František Kupka, Josef Šíma nebo Jiří Kolář.

### Obrazy a kresby
Studenti prof. Holého na Akademii věnovali hodně času kresbě figury a portrétů podle modelu a dostávali za úkol také modelovat portrét v hlíně. František Mertl si prohloubil důkladné znalosti lidské anatomie i díky přátelství s mediky, kteří mu zprostředkovali účast při pitvách. Během studijního pobytu v Itálii poznal bezprostředně díla starých mistrů i moderní umění a byl ovlivněn také filmovou vlnou italského neorealismu.
Po příchodu do Francie maloval převážně hmotné a expresivní lidské figury a témata jeho obrazů měla často sociální náboj (Rybáři, 1960). Všechna raná díla z doby kolem roku 1962 získala soukromá galerie, která s Frantou uzavřela tříletou smlouvu. Některá se mu později podařilo koupit zpět na aukcích. Přechod k jinému malířskému stylu představuje silně expresivní obraz Totální striptýz (1965). Franta se nevyhýbá zobrazení krajní existenciální tísně a drasticky naturalistickému podání zmrzačených či mrtvých těl (Úkryt, 1966).
Malíře silně ovlivnila přímá účast při porodu obou jeho dětí a k tomuto tématu se opakovaně vracel. Jeho malba se stala spontánní až gestická, jakoby se snažil zachytit prchavý intenzivní vjem. Uzavřený objem figury se otevírá iluzivní malbou do prostoru a lidské tělo se mění v symbolickou a dynamickou metaforu (Mateřství, 1967; Otec a dítě, 1968; Narození, 1978). Lidská figura je také námětem Frantových velkoplošných lavírovaných kreseb čínskou tuší. Torza lidských těl jsou zasazena do neosobního, patrně nemocničního prostředí, a jsou mistrovskou ukázkou modelace objemu světly a stíny (Klec, 1977; Probuzení, 1982).
Témata Frantových obrazů mají v sobě hluboce lidský apel, i když reflektují svět plný zla, civilizačního násilí a lhostejnosti k lidskému osudu. Ústředním motivem je lidská oběť jako nahá figura, často redukovaná na pouhou hmotu. Jako tísnivé metafyzické symboly jsou fragmenty těl posunovány na jakémsi dopravníku (Nanebevstoupení, 1969) nebo zaklíněny uprostřed havarovaného vozu (Plná čára, 1970). Drastické obrazy, připomínající středověké malby odsouzenců na smrt vpletených do kola, ukazují měkkou hmotu lidského těla uvězněnou uprostřed vojenských nebo jen naznačených neosobních, chladných a agresivních technických rekvizit (Bratři nepřátelé, 1973; Řetěz, 1976; Eskalátor, 1977). Francouzský kritik Pierre Gaudibert roku 1974 o Frantových obrazech napsal: „Franta sleduje jeden ze dvou nejvýznamnějších postupů výtvarného umění v polovině 20. století: organickou anonymitu, která je protikladem tradice portrétu lidské individuality. Porážka člověka tu křičí nekonečným utrpením, bez odvolání, bez vykoupení, bez zdůvodnění...“
Jako metafora fyzického i mravního zla, srozumitelná všem, kdo jsou pamětníky či svědky nepříliš vzdálené historie genocid, koncentračních táborů, masových hrobů nebo výbuchu atomové bomby, vznikal během půlroční intenzivní práce triptych Svědectví (1993–1994; 8 × 2,5 m), původně určený pro Památník Lidice. Obraz byl postupně vystaven v Litoměřicích na výstavě k padesátému výročí osvobození koncentračního tábora Terezín a na několika místech ve Francii. V Japonsku, kde ho považují za alegorii Hirošimy, byl zakoupen pro sbírku v japonské Nagoji a instalován v nově postaveném samostatném prostoru vedle obrazu Anselma Kiefera.
Předěl ve Frantově malbě znamenala přímá zkušenost z pobytů v rovníkové Africe. V kulturně vzdáleném prostředí mimo vlastní civilizaci nalezl intenzivní prožitek krásy těla a bytí v jeho nejprostší fyzické existenci. Znovu začal kreslit lidskou figuru i její detaily. Styl malby je podřízen chvatnému, až reportážnímu zachycení postav a nositelem výrazu je načrtnutá kresba a volný malířský tah štětcem. Olejové barvy stále častěji nahrazoval akrylem, který umožňuje rychlejší postup.

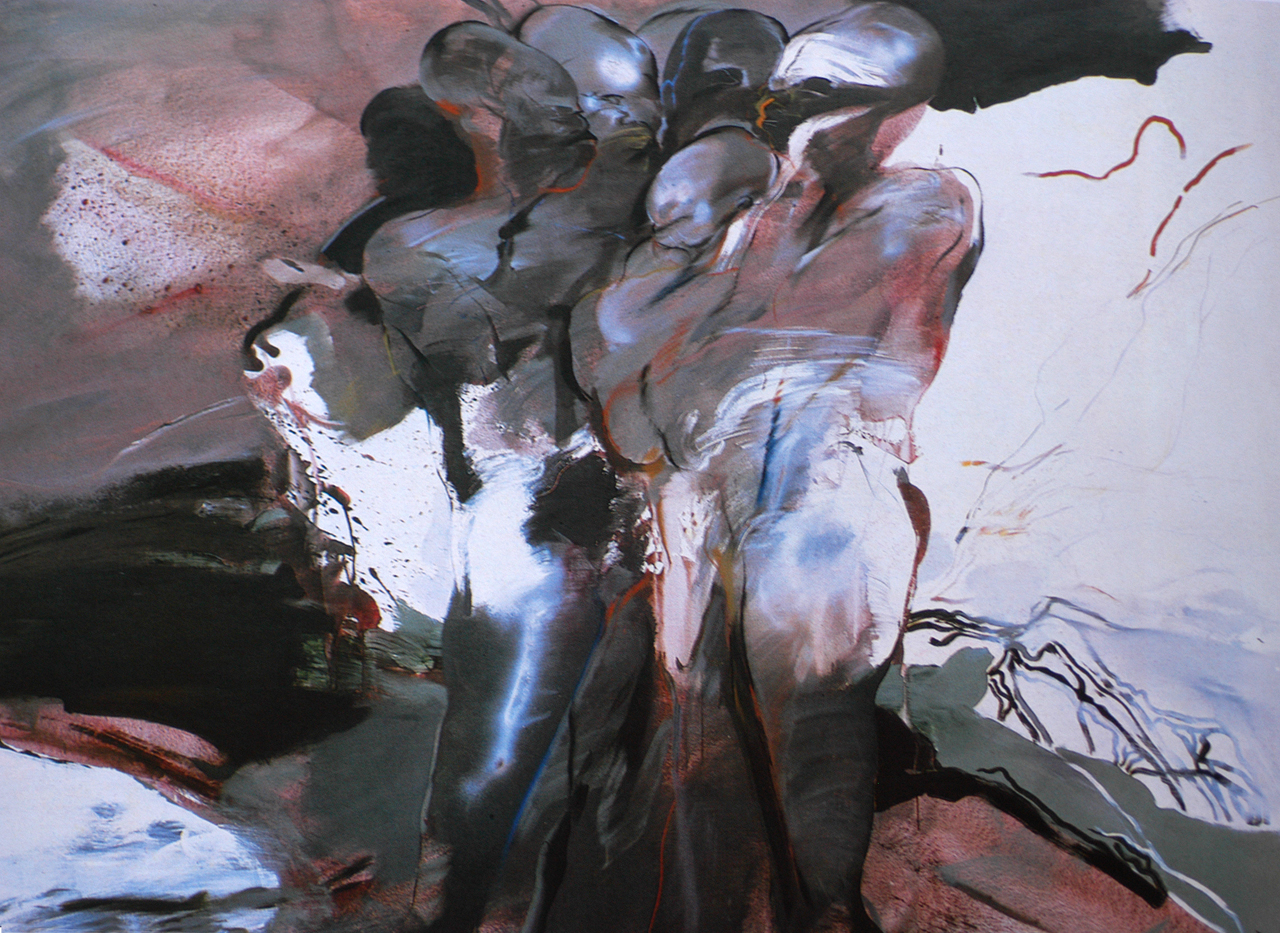
Setkání (1986)
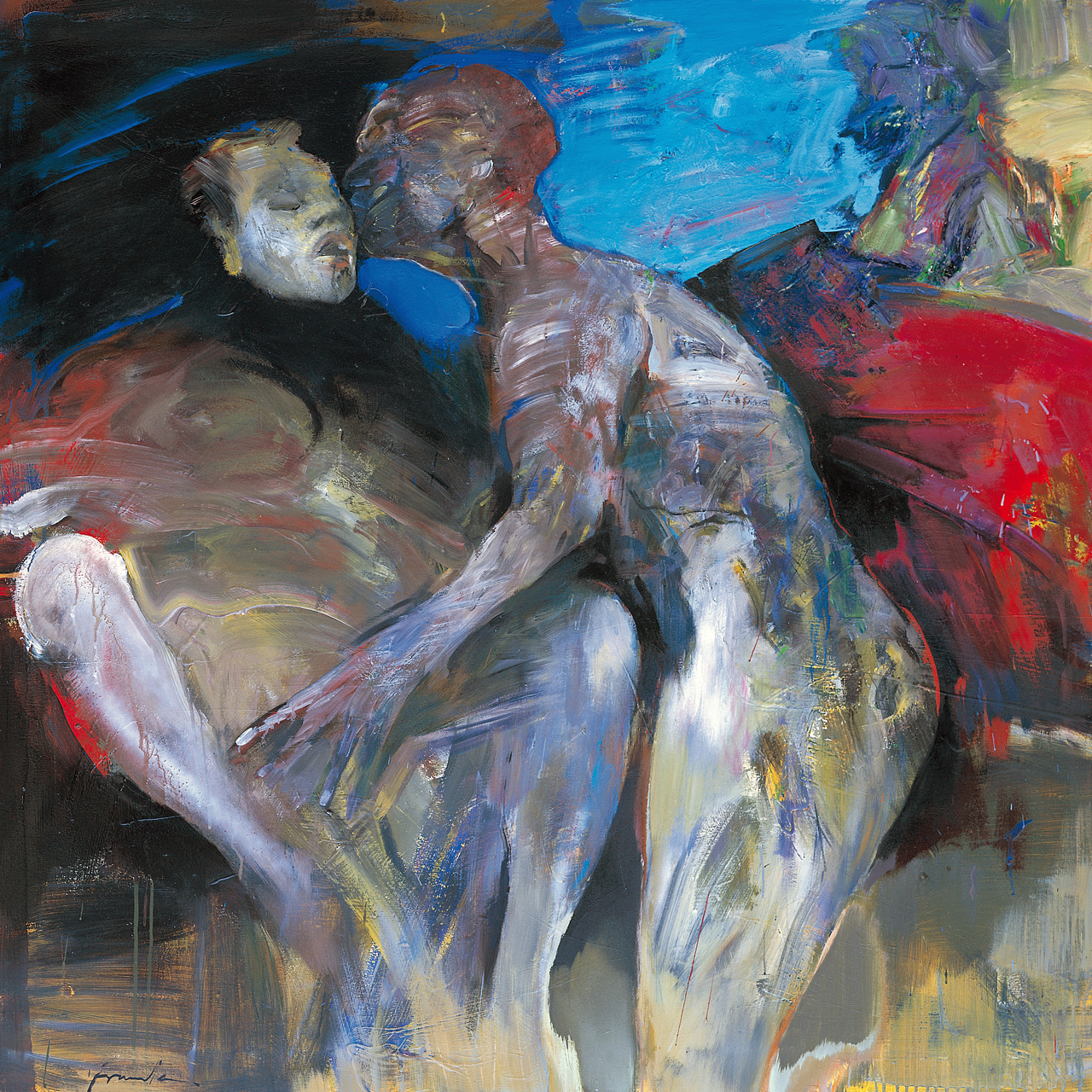
Pár (1998)
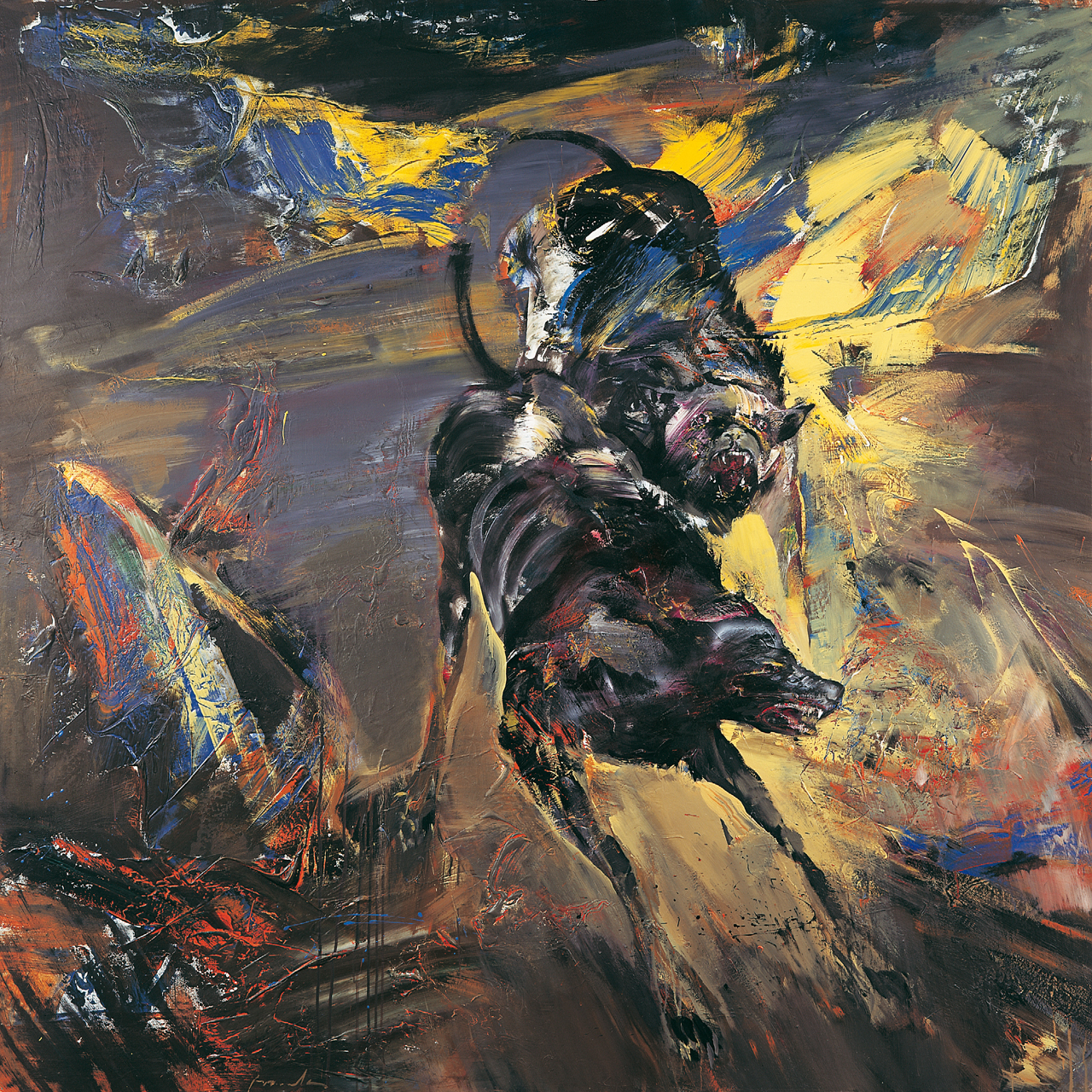
Zuřivost (1995)
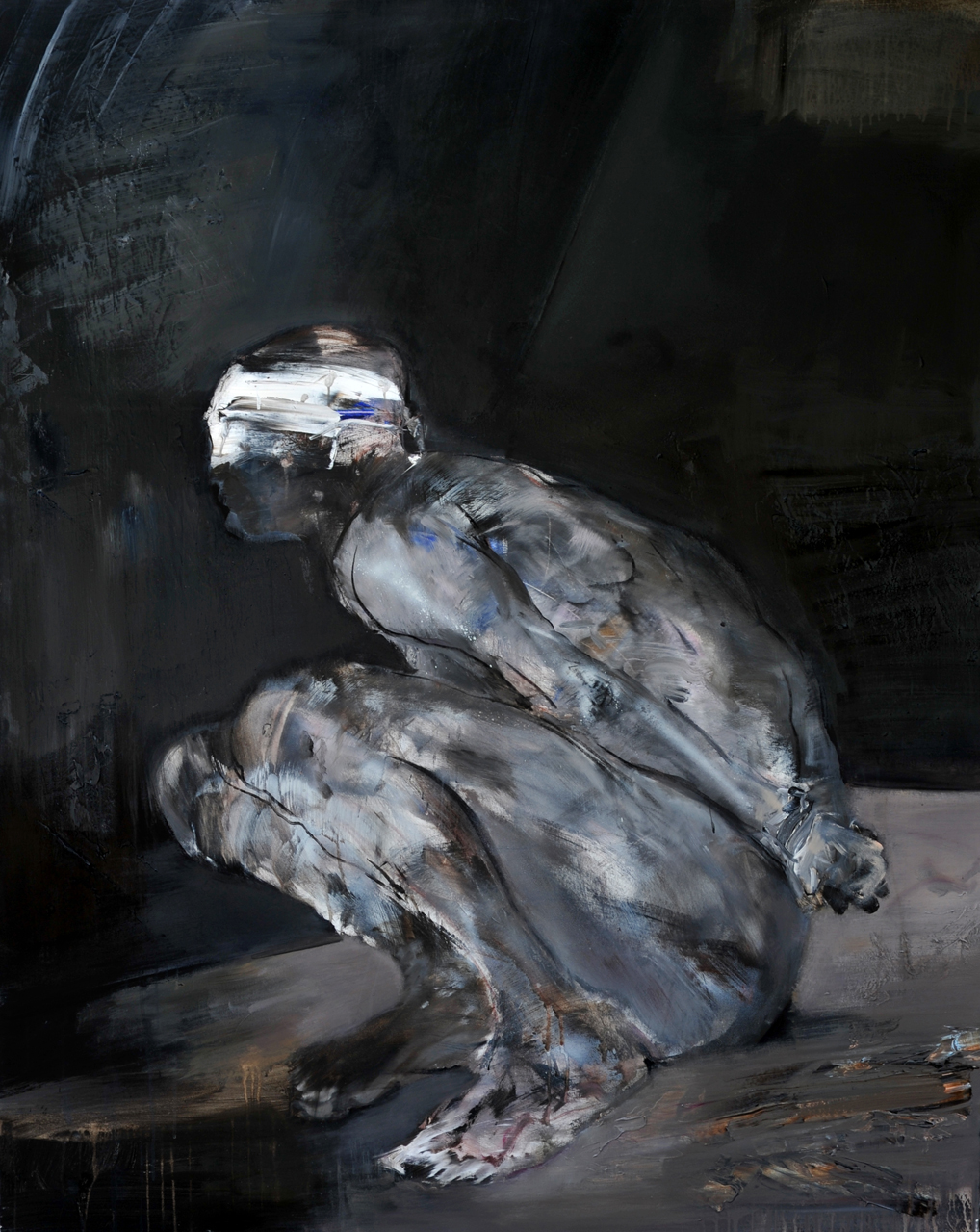
Rukojmí (2009)
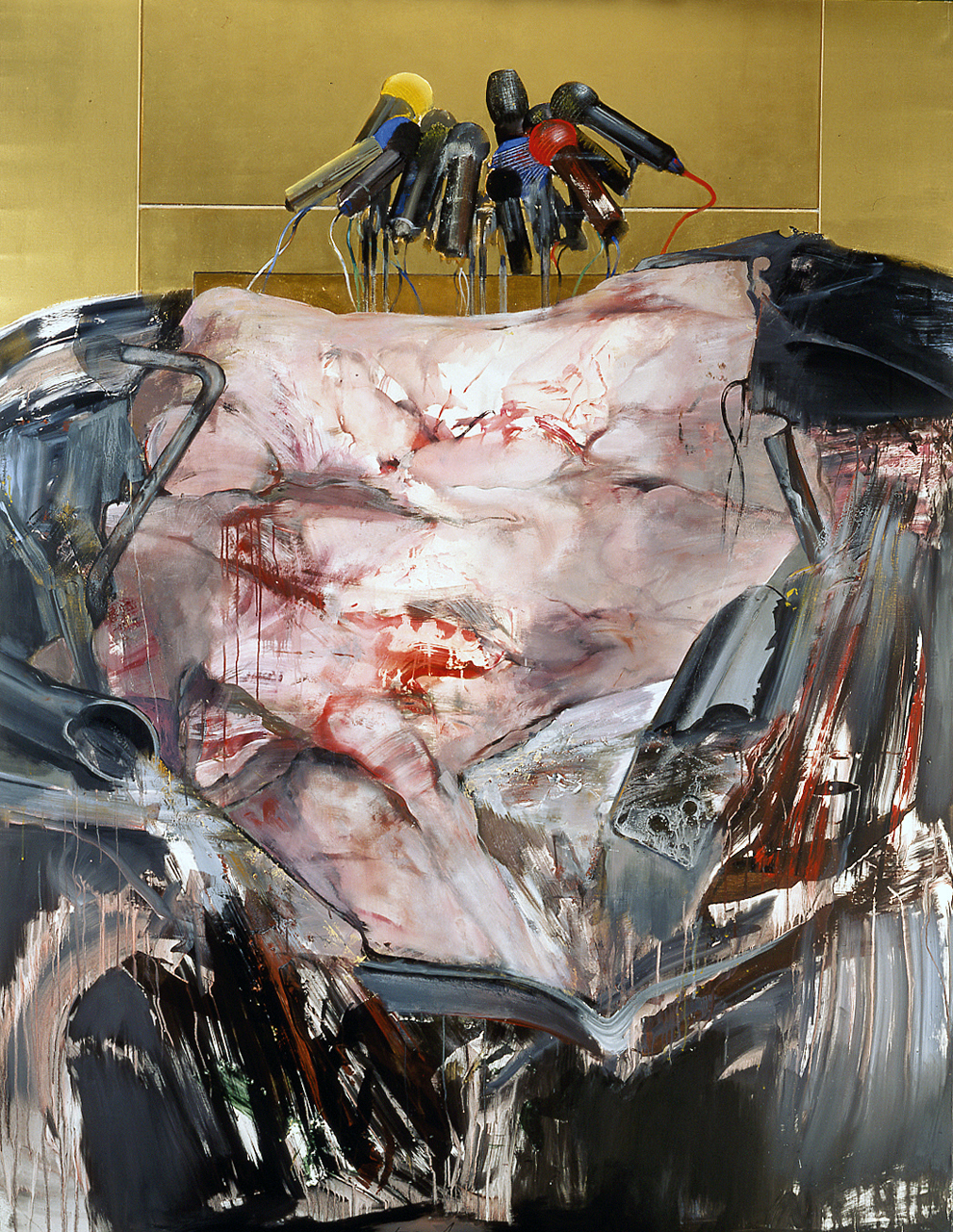
11. září (2001)

Na dlouhou dobu se stala jeho tématem nahá lidská figura, často zachycená na velkoformátových černobílých kresbách lavírovanou tuší (Adam a Eva, 1982). Krása zde není předmětem pozorování, ale záležitostí běžného života; černá barva kůže se v odrazech slunečního světla někdy jeví jako bílá. Jindy mají nahá těla stejnou barvu jako okolí a vypadají, jako by vyvstávala ze země (Masaj, 1985). Symbolem odolnosti v tvrdých podmínkách vyprahlé země je cyklus spálených, a přesto živých afrických palem, který Franta maloval od roku 1988 do devadesátých let. Vyzařuje z nich neutuchající odhodlání přežít, elementární energie a síla, se kterou musí neustále vzdorovat tvrdým životním podmínkám. Africká příroda někdy na pozadí figur hýří barvami (Ráj, 1985), jindy je bezútěšně pustá (Sucho, 1986). Součástí záznamů z Afriky jsou i malby domácích zvířat (Step, 1989–1990), jejich nepatetická smrt (Kořist, 1990) i působivé černobílé zátiší se zvířecí lebkou a kostrou (Zátiší, 1988).
Mertlovy malby Afroameričanů v New Yorku mají zcela jiný charakter. Zachycují zdánlivě stejné lidské typy jako v Africe, ale prostředí je dramaticky odlišné – nakupené lidské hlavy s odvrácenými pohledy v metru (V metru, 1991), pouliční násilí (Harlem II – přitlačeni ke zdi, 1989), bezútěšnost života na ulici (Bez přístřeší, 1990; Bezdomovec, 1991), vrakoviště a skládky (Vrakoviště, 1992; Skladiště 58, 1993).
Konzumní společnost zavalená vlastními odpadky (Velké zátiší, 1974) a devastace životního prostředí vrakovišti a skládkami se stala naléhavým námětem výtvarníků Frantovy generace. Zjevné jsou paralely mezi instalací Theodora Pištěka (Skříňka s ostatky, 1993) a Mertlovým cyklem Městské krajiny (Skládka, 2004) nebo s malířským cyklem brněnského Miroslava Štolfy nazvaném Nová příroda.
Z New Yorku si Mertl odvezl i hrůzný zážitek lidské nevšímavosti a neochoty pomoci, když byl svědkem útoku psů na člověka, který přelezl plot na soukromý stavební pozemek (Zuřivost, 1995; Příliš pozdě, 1998). Jeho zaujetí týraným lidským tělem je z českých výtvarníků tematicky nejblíže Jiří Sozanský, ze zahraničních Vladimir Veličković. Mertl zůstal citlivý k hrůzám, které přinesla současnost, ať jde o masakr ve Srebrenici (Pocta Srebrenici, 2002), nebo tragédii 11. září v New Yorku. Hloubku nepochopitelné lidské nenávisti, kterou ani nelze komentovat, symbolizují v pozadí obrazu opuštěné mikrofony (11. září, 2001).
V cyklu obrazů z roku 2006 se stala tématem africká poušť, na kterou sice na jejích okrajích dotírá civilizace svými odpadky, ale díky rozloze zůstává nepokořenou přírodou (Nepokořená země, 2006).

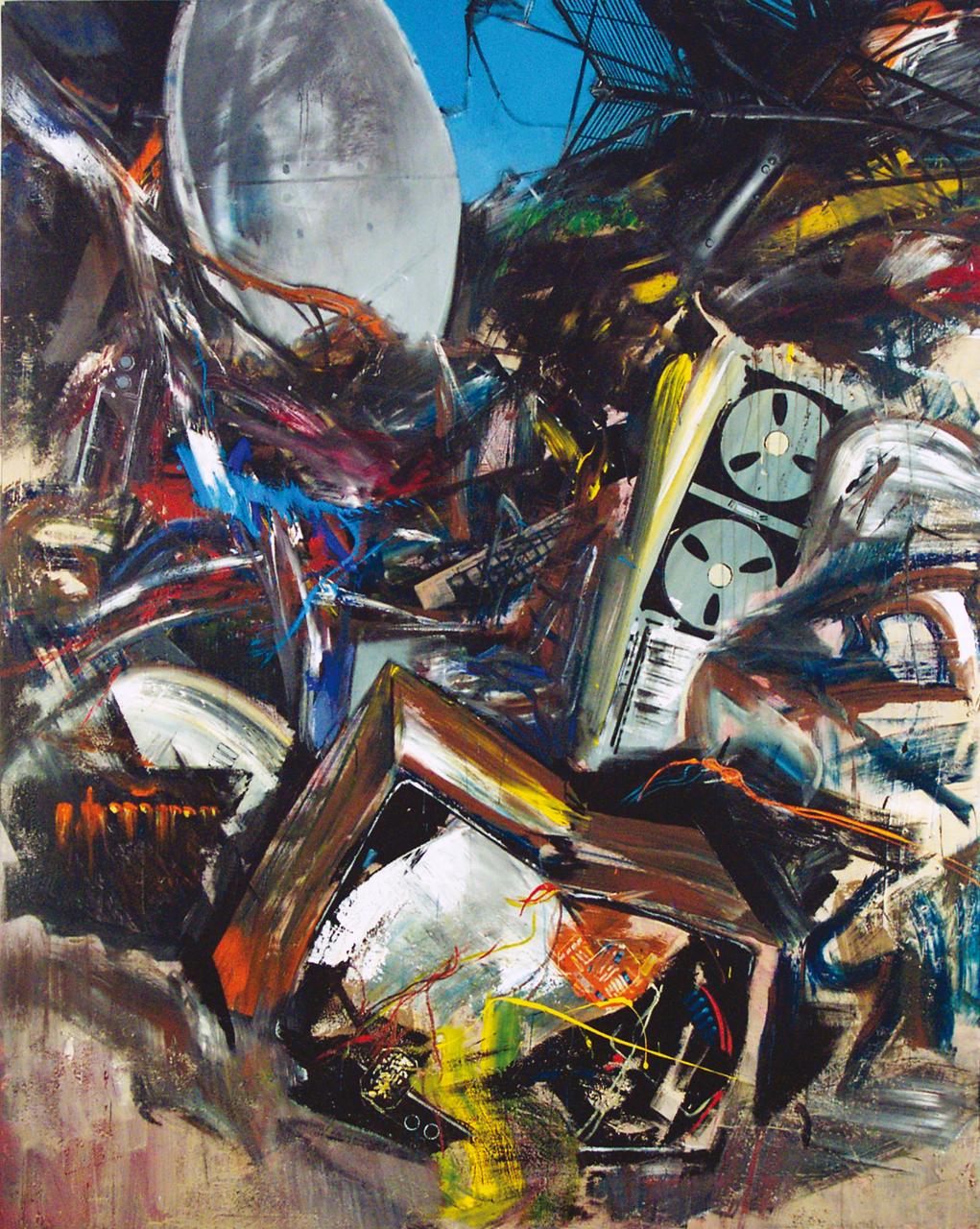
Beze zpráv (2002)
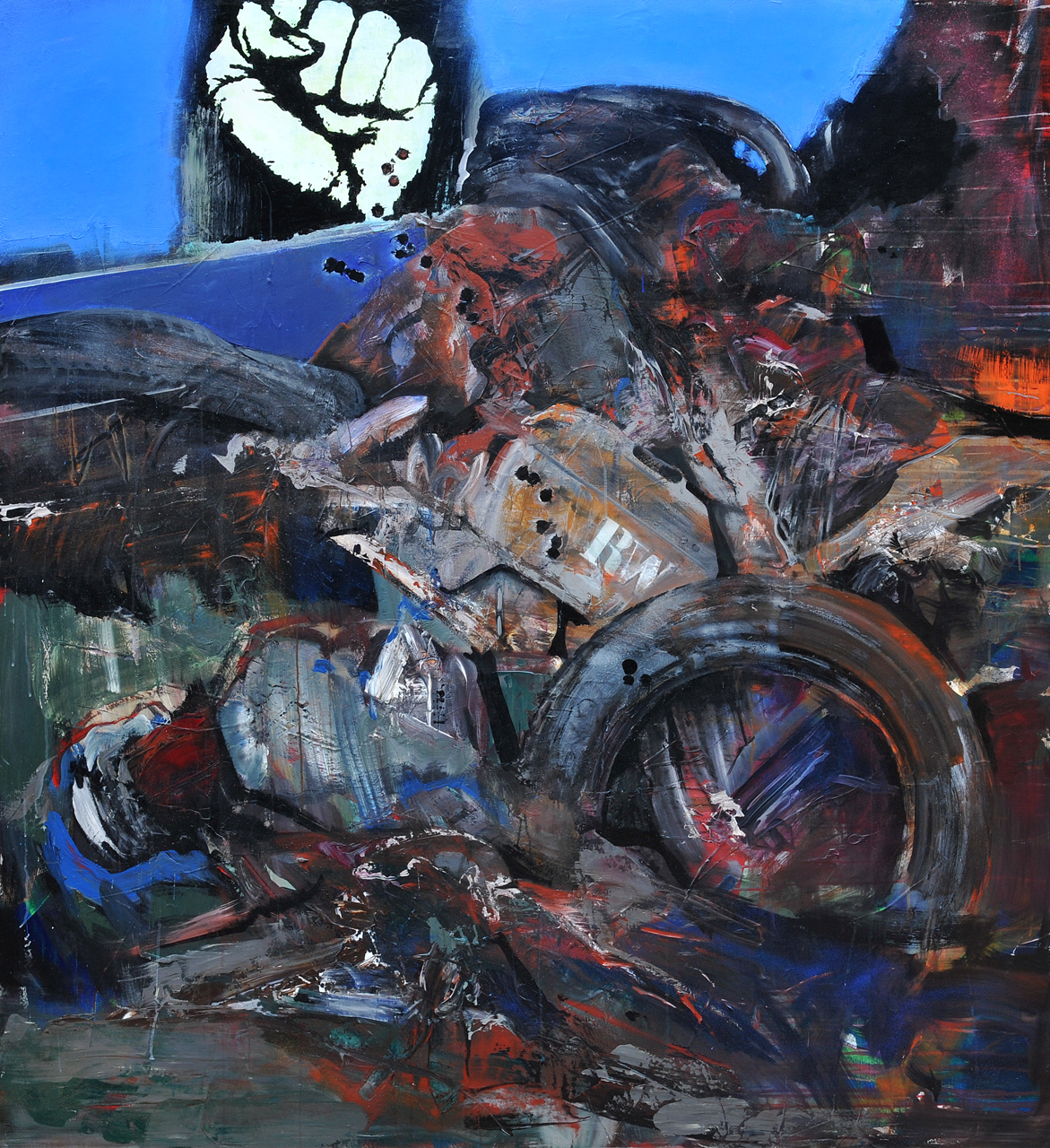
Barikáda (2012)
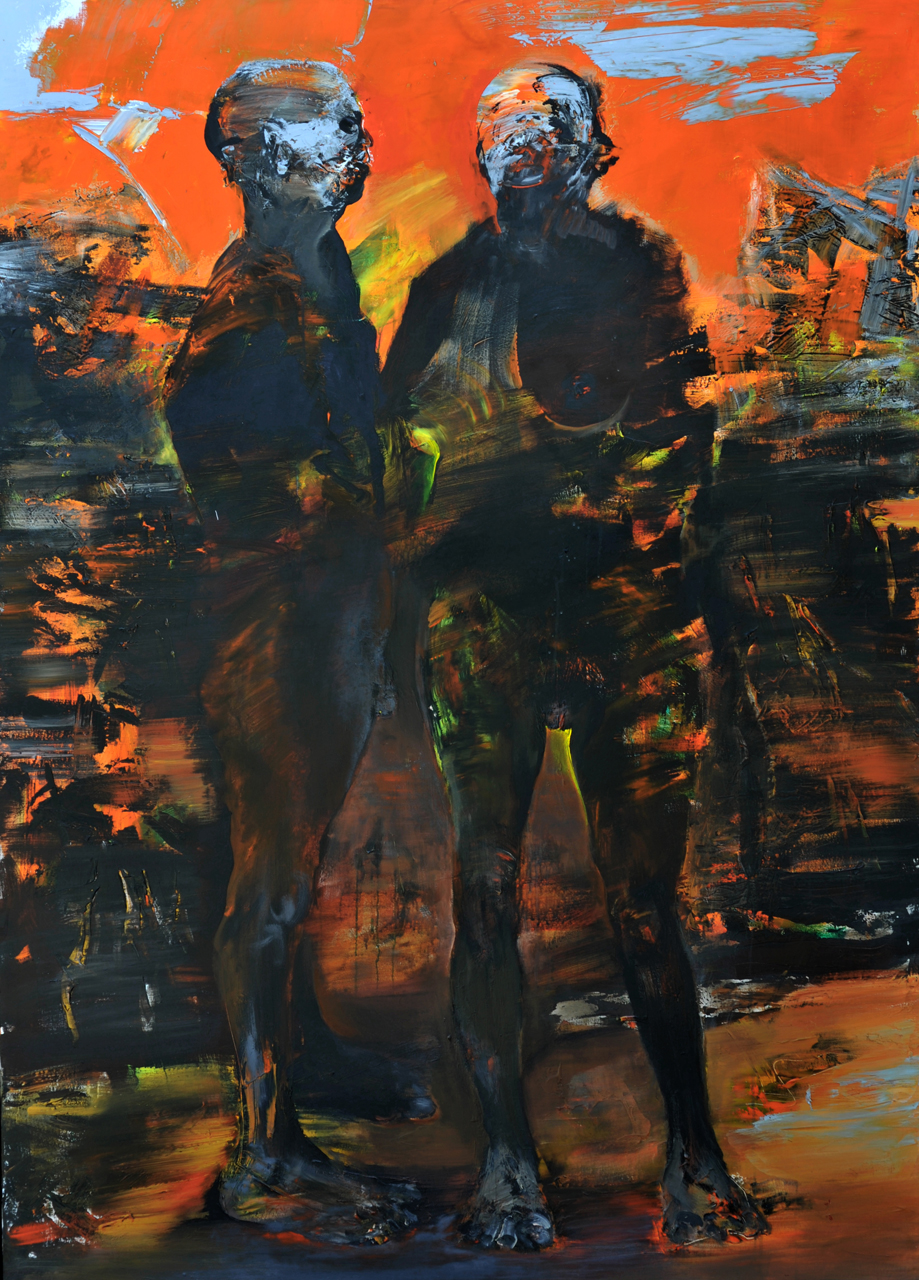
Fukushima (2012)
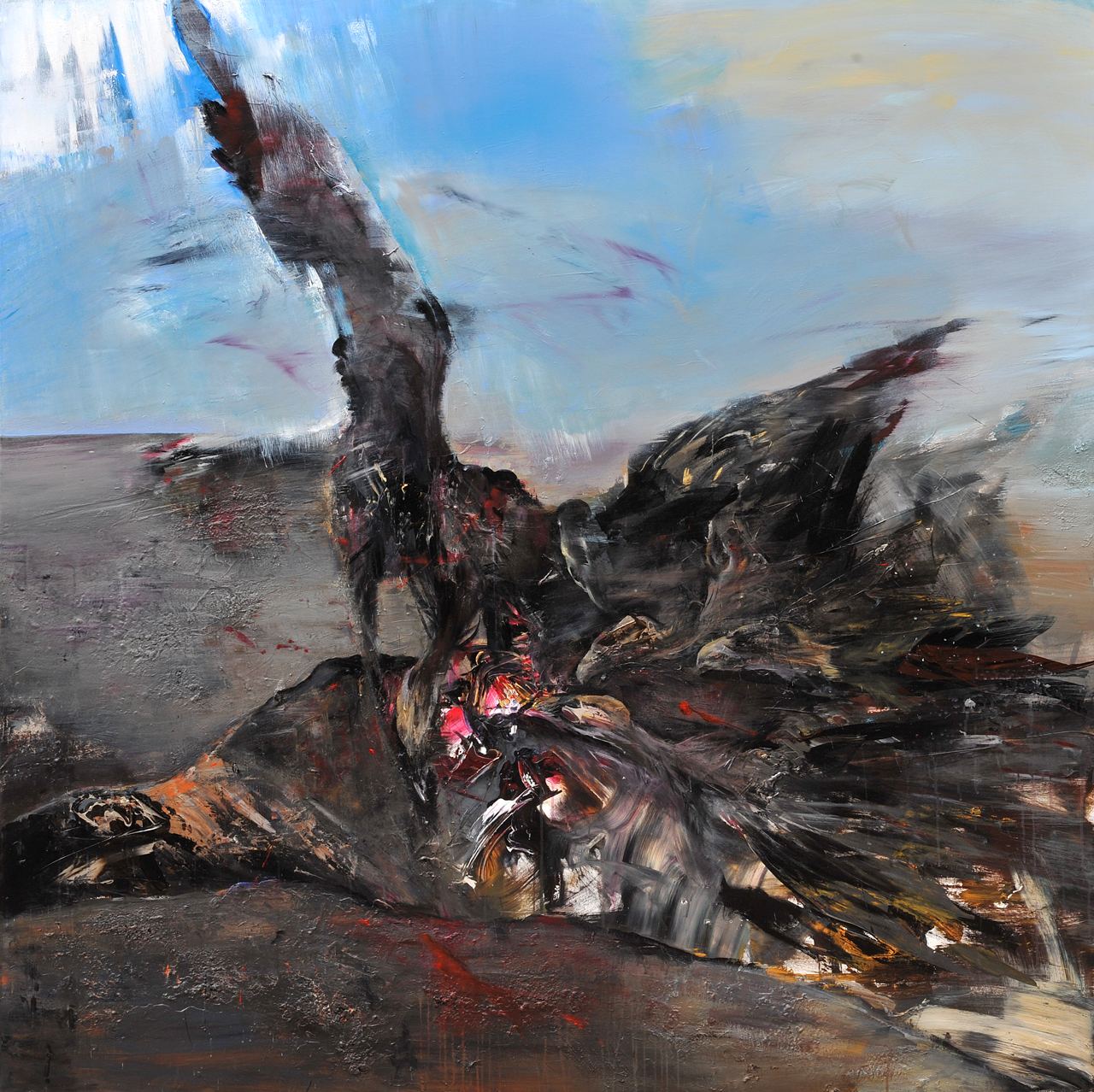
Supi (2014)
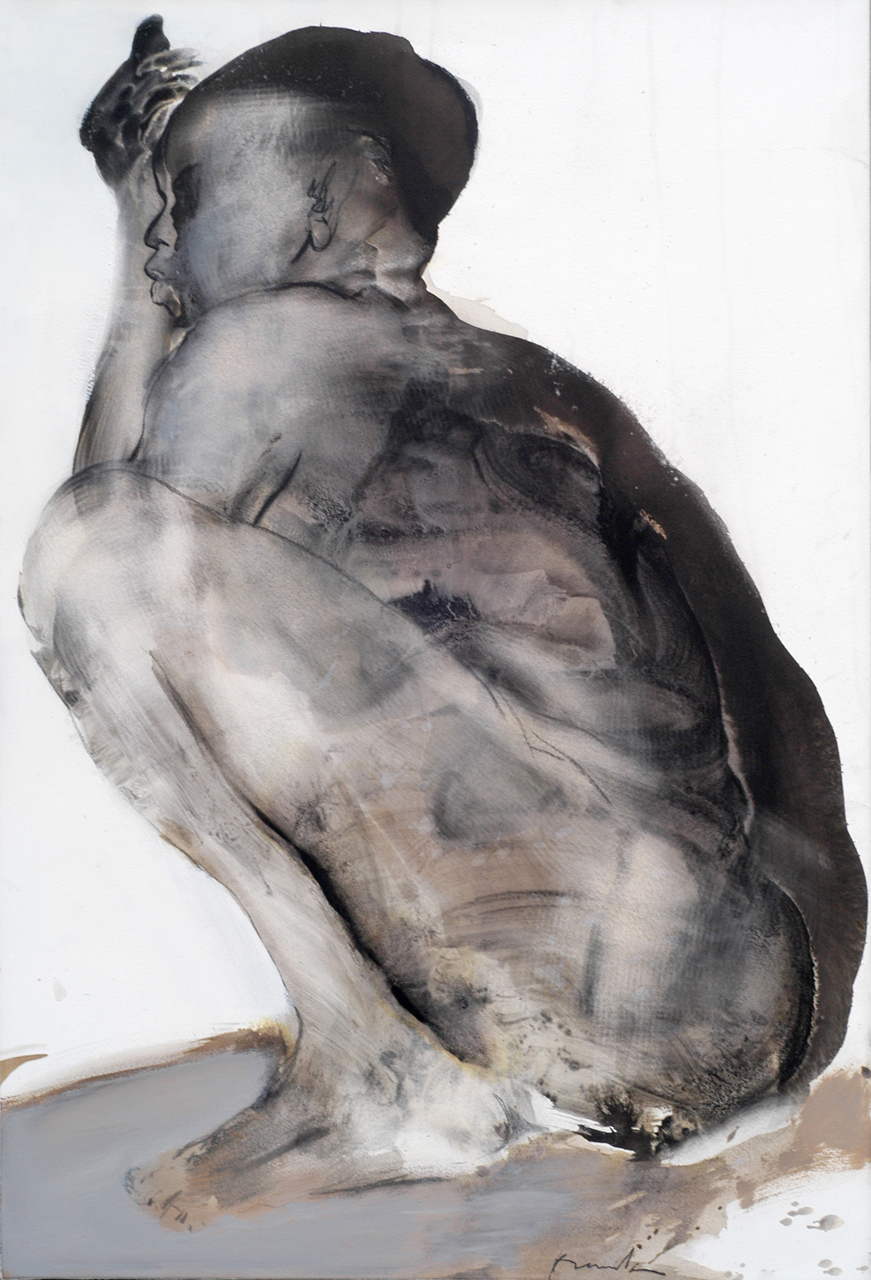
Snílek (2002)
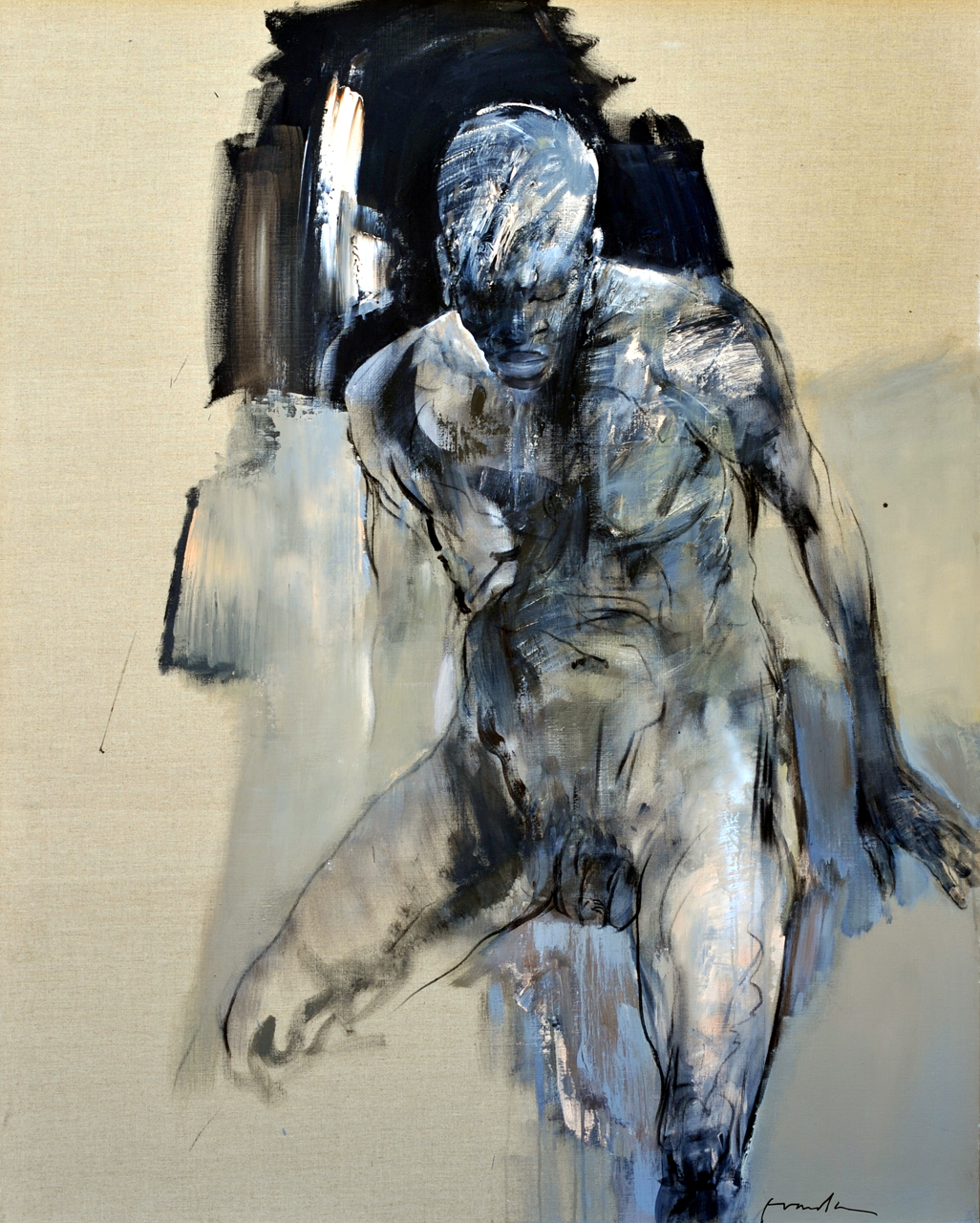
Sedící muž (2005)
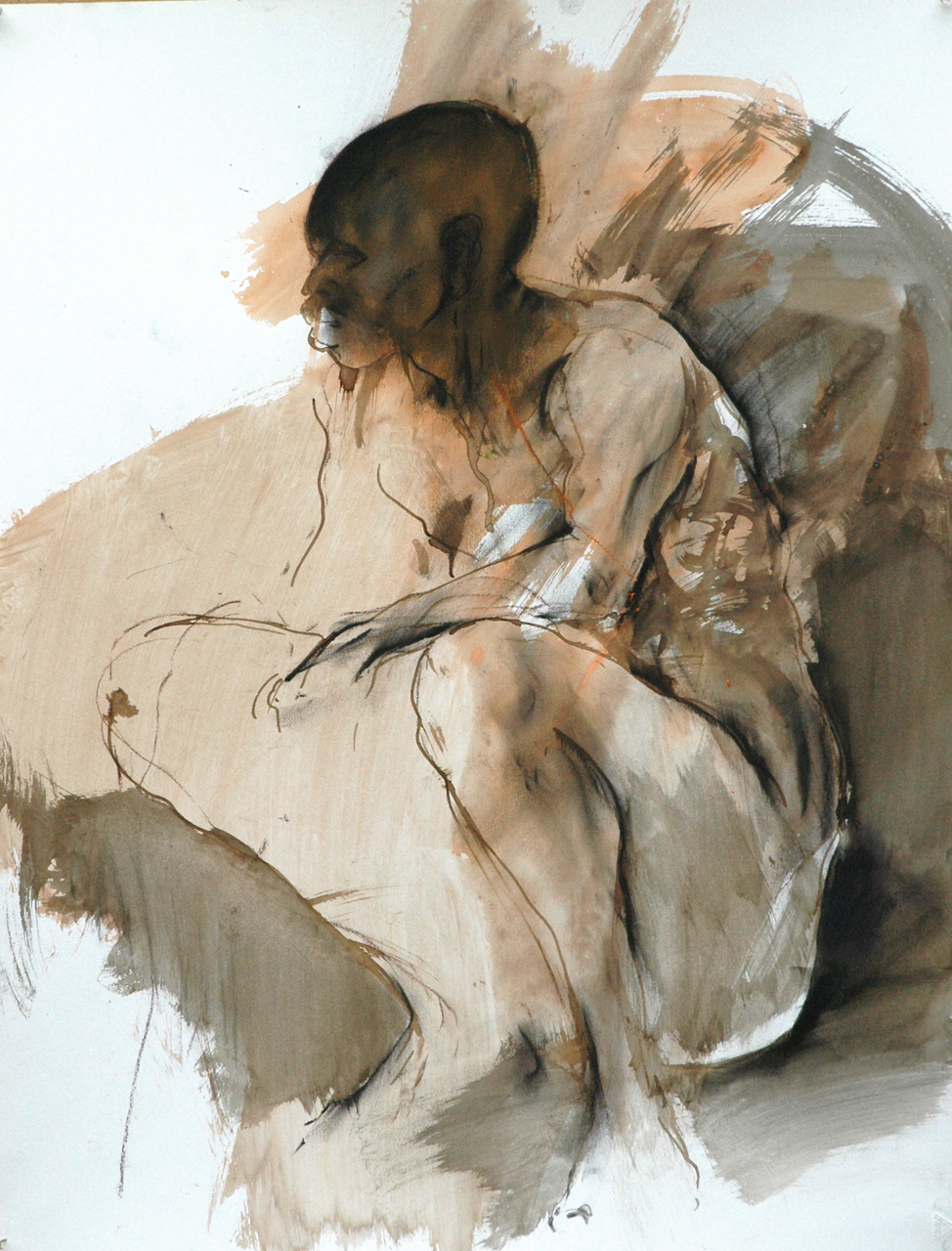
Čekání (2005)
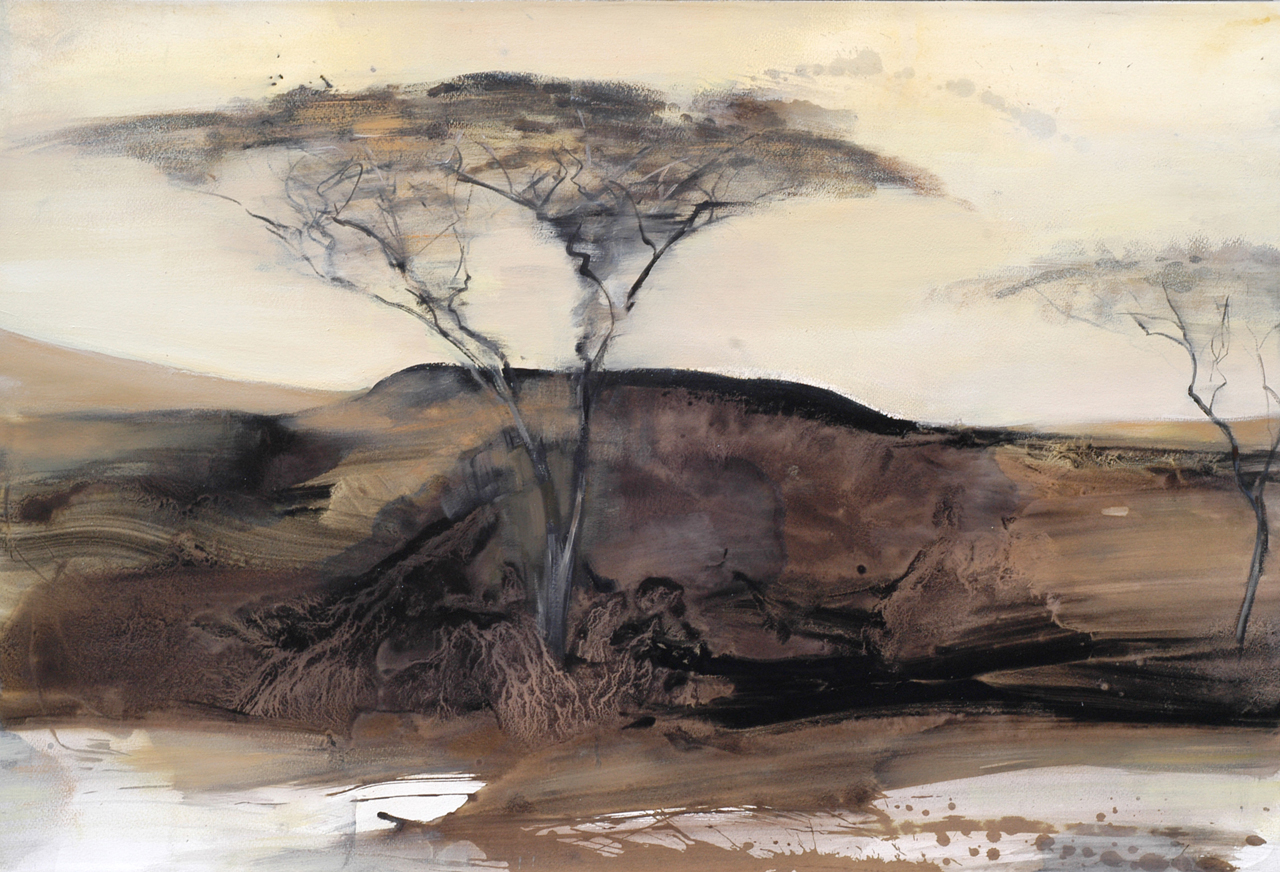
Africká krajina (2003)

### Sochy
Zaujetí nahou lidskou figurou, které si František Mertl přivezl z Afriky, bylo také na počátku jeho sochařské tvorby. Zpracovával podobná témata a jeho expresivní torza jsou spíše komorními studiemi sedících či stojících figur černochů (Masaj, 1985; Sedící žena, 1988). Dosud největší Mertlovou sochou je Osmý den (1989). Expresivně pojaté sochařské dílo jednorukého muže se vztyčenou paží je symbolem zranitelnosti člověka, ale i zdůrazněním síly jeho duše a nezlomnosti i v těch nejtěžších chvílích. Socha je i vzpomínkou na Frantova zesnulého přítele Michella a stala se symbolem občanského sdružení Audabiac, které ji ve zmenšené podobě každý rok udílelo jako cenu „Paprsky humanity“. K soše vzniklo množství studií, kterými chtěl autor docílit v konečné verzi své práce co nejsilnějšího účinku.

### Grafika
František Mertl se věnuje převážně litografii. Spolupracuje s dílnou Pierra Chave ve Vence, kde tiskl své grafické listy také Marc Chagall, Max Ernst nebo Jean Dubuffet. Jeho litografické ilustrace jsou v knihách Katy Remi – La grand peste (1997), Robert Butheau – M… quotidien (1989) a Gilbert Casula – Sirventes (2006).

### Zastoupení ve sbírkách (výběr)
- Národní galerie v Praze
- Museum Kampa – Nadace Jana a Medy Mládkových, Praha
- Musée d'Art Moderne de la Ville de Paris (ARC), Paříž
- Centre National d'Art Contemporain (Centre Pompidou), Paříž
- Bibliothèque nationale de France, Paříž
- Cité des sciences et de l'industrie, Paříž
- Fonds Nationale d’Art Contemporaine (FNAC), Paříž
- Fonds Régional d'Art Contemporain (FRAC), Strasbourg
- Fonds Régional d'Art Contemporain (FRAC), Marseille
- Fonds Régional d'Art Contemporain (FRAC), Reims
- Musée d'art contemporain de Lyon (MAC Lyon), Lyon
- Fondation Maeght (Fondation Marguerite et Aimé Maeght), Saint-Paul-de-Vence
- Fondation Vincent van Gogh Arles, Arles
- Grenoble, Collection de la Ville, Grenoble
- The Solomon R. Guggenheim Museum, New York
- Bronx Museum of the Arts, New York
- Brooklyn Museum, New York
- Collection Hasegawa, Tokio
- Fondazione Pagani, Legnano
- Foundation Colas, Boulogne-Billancourt
- Foundation Veranneman, Kruishoutem
- Galeria Sztuki Współczesnej – Bunkier Sztuki, Krakov
- Galerie Středočeského kraje (GASK), Kutná Hora
- Gallery of Fine Arts Slovenj Gradec, Slovenj Gradec
- Haggerty Museum of Art, Milwaukee
- Israel Museum, Jerusalem
- Musée Cantini, Marseille
- Musée d'Art Contemporain, Dunkerque
- Musée de la Castre, Cannes
- Musée de la Ville, Menton
- Musée de la Ville, Toulon
- Musée de peinture et de sculpture, Grenoble
- Musée Départemental d'Art Ancien et Contemporain, Épinal
- Musée des Arts Graphiques, Roquerbrune-Cap-Martin
- Musée des Beaux-Arts Jules Chéret, Nice
- Musée municipal, Besançon
- Musée Picasso, Antibes
- Museo d'Arte Moderno, Castelanza
- Museum Bochum, Bochum
- Museum Kunstpalast (Kunstmuseum Düsseldorf), Düsseldorf
- Muzeum města Brna
- Oblastní galerie Vysočiny v Jihlavě
- Památník Terezín
- Lidická galerie, Lidice
- Západomoravské muzeum, Třebíč
- Sarajevo, Collection of the City, Sarajevo
- Muzej na sovremena umetnost / The Museum of Contemporary Art, Skopje
- Музеј савремене уметности у Београду (Museum of Contemporary Art of Belgrade MoCAB), Bělehrad

### Výstavy v České republice
- 1995 České muzeum výtvarných umění v Praze, v Křížové chodbě Karolina, Praha
- 1997 FRANTA: Výběr z tvorby 1980 – 1996. Galerie Malovaný dům, Třebíč
- 2009 FRANTA – František Mertl. Egon Schiele Art Centrum Český Krumlov
- 2009 FRANTA, Muzeum města Brna na Špilberku
- 2012 FRANTA (obrazy – sochy), Museum Kampa, Praha
- 2012 FRANTA – výběr z díla (obrazy), Galerie Nová síň, Praha
- 2015 FRANTA – výběr z díla, Galerie výtvarného umění v Ostravě
- 2017 Franta – ze soukromých sbírek, Muzeum Vysočiny Třebíč

### Výstavy v zahraničí
- Více než 120 autorských výstav v Evropě, USA, Japonsku.
- Na skupinových výstavách byl zastoupen ve společnosti umělců jako Pablo Picasso, Marc Chagall, Max Ernst, Joan Miró, Antoni Tàpies, Henri Matisse aj.

#### Monografie
- FRANTA ve sbírkách českých soukromých sběratelů, Třebíč: Muzeum Vysočiny Třebíč 2017, ISBN 978-80-86894-41-6
- Duňa Panenková (ed.), Franta, nakl. Gallery Jaroslav Kořán, Praha 2009, ISBN 978-80-86990-72-9
- Jean Luc Chalumeau, Franta, (130 barev. reprodukcí), Somogy éditions d’art, Paris 2007, ISBN 9782757200940
- Evelyne Artaud et al., Franta, (146 reprodukcí), Cercle d'Art, Paris, Düsseldorf 2000, ISBN 9782702205907
- Bernard Noël, úvod Thomas Messer, Franta. Peintures et travaux sur papier / Paintings and works on paper, (109 reprodukcí), Mage Publisher Inc., Washington DC 1987, ISBN 9780934211031
- Franta, travaux sur papier et peintures, rozhovor s Michéle Demoulin, (36 reprodukcí) vyd. Limage/Alin Avila, Cahier 4, 1981
- Franta, Parcours 1968–1979, (24 barev. reprodukcí), Theimer 1979

#### Kvalifikační práce
- Jitka Fischerová, Malíř Franta (František Mertl) a jeho spolužáci z pražské Akademie výtvarných umění: komparace tvorby, bakalářská práce, UHV, FF MUNI Brno 2017. Dostupné online.
- Céline Berge, L’Expérience de l’exil travers l’oeuvre picturale de Franta, Univerzita Toulouse II-Le Mirail 2004

#### Encyklopedické publikace (výběr)
- L’art depuis 1945, Bruxelles 1972
- La Grande Histoire de la peinture moderne, Tendance d’ajourd’hui, Skira 1982
- Bénamou Genéviève, Sensibilités Contemporaines, 70 artistes d’origine tchèque et slovaque hors Tchécoslovaquie, éd. G.B., 1985
- Grand Larousse universal, supplément, Paris, ed. Larousse 1992
- Parent Francis, Entendre l’écrit, Paris, E.C. édition 2000
- Delarge, Jean-Pierre, Dictionnaire des arts plastiques modernes et contemporains, éd. Gründ 2003
- Figuration contemporaine / Les corps, Edition AZART 2006